# Das war Dachau
Das war Dachau (in ceco To bylo Dachau) è il saggio più noto di Stanislav Zámečník e descrive le condizioni di vita nel campo di concentramento di Dachau, attivo dal 1933 al 1945.

## Descrizione
Das war Dachau (che in italiano si potrebbe tradurre con Questo era Dachau) è un saggio di Stanislav Zámečník, rinchiuso in diverse prigioni dai nazisti e portato a Dachau nel 1941, dove rimase prigioniero fino alla sua liberazione nel 1945. Il tema della sua vita è la storia del campo di concentramento di Dachau, motivo per cui, come uno dei sopravvissuti, ha svolto un ruolo chiave nella riprogettazione del memoriale del campo di concentramento e questo libro è il più noto dell'autore. Il testo è un resoconto della storia del campo di concentramento di Dachau, inaugurato il 22 marzo 1933, due mesi dopo la presa del potere di Adolf Hitler. Il libro presenta lo sviluppo del campo in tre periodi:
- Prima fase iniziata nel 1933 con l'internamento degli oppositori politici e il consolidamento del regime nazista fino allo scoppio della guerra.
- Seconda fase, dopo lo scoppio della seconda guerra mondiale, con l'arrivo di prigionieri provenienti dai territori occupati le condizioni di vita peggiorarono rapidamente.
- Terza fase, con la svolta militare tra il 1941 e il 1942 e il sistematico sfruttamento fisico dei prigionieri nell'economia di guerra tedesca.

L'autore unisce i ricordi personali alla necessita dell'approccio scientifico descrivendo la struttura gerarchica costruita e controllata dalle SS, le categorie dei prigionieri, la vita quotidiana nel campo, l'arbitrarietà e l'aumento di violenza, le selezioni, gli esperimenti e il ruolo dei medici delle SS, lo sterminio, l'evacuazione del campo, l'epidemia di tifo e la liberazione.
L'originale è stato pubblicato in ceco e tiene conto della considerazione che spesso la letteratura sulle memorie degli internanti è soggetta a visione ristretta e soggettiva, a volte persino a leggende. Tra le tesi del libro c'è l'ipotesi che nei primi anni il procuratore bavarese Carl Wintersberger abbia contribuito a ridurre il numero di morti innaturali a Dachau anche se, secondo i dati, gli ebrei internati morirono a un tasso più elevato rispetto a qualsiasi altro gruppo di prigionieri. Un'analisi specifica riguarda due gruppi di internati: i prigionieri politici, in particolare i comunisti tedeschi e i preti cattolici.

## Critica
- Su Frankfurter Rundschau, 21 ottobre 2002. Zámečník offre una doppia prospettiva sia da testimone diretto sia da analisi scientifica. Presenta "ricchezza di fonti d’archivio e resoconti di memoria" e sfata alcuni miti, come ad esempio il discorso sulla comunità di prigionieri. Il volume rimarrà il lavoro fondamentale sull'argomento per il prossimo futuro.[4]
- Su Süddeutsche Zeitung, 17 ottobre 2002. Nuova e puntuale monografia sul campo di concentramento di Dachau. Zamecnik capisce che la letteratura scientifica non è sempre affidabile su temi come questo e, anche se in alcuni punti l'autore non appare imparziale riesce a distaccarsi dalla sua vicenda personale. Il principale merito di questa monografia è soprattutto la grande attenzione nella descrizione della vita quotidiana a Dachau, tale da rendersi facilmente comprensibile al lettore.[4]

## Edizioni
- (CS) Stanislav Zámečník, To bylo Dachau, Praha, Paseka, 2003, OCLC 55228234.
- (DE) Stanislav Zámečník, Das war Dachau, Frankfurt am Main, Fischer Taschenbuch, 2002, OCLC 123018900.
- (FR) Stanislav Zámečník, C'était ça, Dachau: 1933-1945, traduzione di Sylvie Graffard, Bruxelles - Paris, Fondation internationale de Dachau - Cherche midi, 2013, OCLC 852235529.
- (EN) Stanislav Zámečník, That was Dachau: 1933-1945, Paris, Fondation internationale de Dachau - Cherche midi, 2004, OCLC 228298296.
- (DE) Stanislav Zámečník, Das war Dachau, a cura di Comité International de Dachau, Dachau, Comité International de Dachau, 2021, OCLC 1289783669.